# Attila Adrovicz
Attila Adrovicz (* 8. April 1966 in Budapest) ist ein ehemaliger ungarischer Kanute.

## Erfolge
Attila Adrovicz gehörte bei den Olympischen Spielen 1996 in Atlanta zum ungarischen Aufgebot im Vierer-Kajak auf der 1000-Meter-Strecke. Die Mannschaft, zu der neben Adrovicz noch András Rajna, Gábor Horváth und Ferenc Csipes gehörten, qualifizierte sich als Erste ihres Vorlaufs direkt für den Endlauf. In diesem gelang ihr mit einer Rennzeit von 2:53,184 Minuten die zweitschnellste Zeit, 1,6 Sekunden hinter der siegreichen deutschen Mannschaft und 0,8 Sekunden vor den drittplatzierten Russen, womit sie die Silbermedaille gewann.
Bei den Weltmeisterschaften 1986 in Montreal sicherte sich Adrovicz mit András Rajna im Zweier-Kajak über 500 Meter die Silbermedaille. Drei Jahre darauf gewann er in Plowdiw mit Zoltán Berkes auf der 1000-Meter-Strecke Bronze. 1991 gelang ihm im Vierer-Kajak in Paris über 500 Meter ebenso der Gewinn der Silbermedaille wie 1994 in Mexiko-Stadt, als er mit András Rajna den zweiten Platz im Zweier-Kajak über 500 Meter von 1986 wiederholte.